# Rue du Sénéchal
La rue du Sénéchal (en occitan : carrièra del Senescal) est une voie publique de Toulouse, chef-lieu de la région Occitanie, dans le Midi de la France. Elle se trouve dans le quartier Arnaud-Bernard, dans le secteur 1 - Centre.

## Situation et accès

### Description
La rue est une voie publique située dans le centre-ville de Toulouse. Elle naît perpendiculairement à la rue du Taur. Longue de 135 mètres et large de 4 à 9 mètres, elle est orientée à l'est. Elle se termine au carrefour de la rue Charles-de-Rémusat. Elle est prolongée à l'est par la rue John-Fitzgerald-Kennedy.
La chaussée compte une seule voie de circulation automobile à sens unique, de la rue Charles-de-Rémusat vers la rue du Taur. Elle est définie comme une rue piétonne et la circulation y est règlementée et limitée à 6 km/h. Il n'existe pas de piste, ni de bande cyclable, quoiqu'elle soit à double-sens cyclable.

### Voies rencontrées
La rue du Sénéchal rencontre les voies suivantes, dans l'ordre des numéros croissants :
1. Rue du Taur
2. Rue Charles-de-Rémusat

### Transports
La rue du Sénéchal n'est pas directement desservie directement par les transports en commun Tisséo. Elle se trouve cependant à proximité immédiate de la rue Charles-de-Rémusat et de la rue du Taur, parcourues par la navette Ville. Les stations de métro les plus proches sont la station Capitole, sur la ligne , et la station Jeanne-d'Arc, sur la ligne . À cette dernière marquent également l'arrêt les lignes de Linéo L1L9 et de bus 152329394570. 
Les stations de vélos en libre-service VélôToulouse les plus proches se trouvent dans les rues voisines : les stations no 2 (21 rue Lafayette), no 6 (5 rue des Lois) et no 13 (1 rue de l'Esquile).

## Odonymie
Le nom de la rue vient de la présence, depuis 1550, de l'hôtel de la sénéchaussée de Toulouse dans l'ancienne tour de Montmaur, à l'angle de la rue Charles-de-Rémusat.
À la fin du Moyen Âge, au XIVe siècle, la rue était connue comme la rue du Cimetière-du-Taur car elle était bordée par le cimetière paroissial de l'église du Taur, ou simplement comme la rue du Coin-du-Taur. Le nom de rue du Sénéchal s'imposa progressivement à partir du XVIIe siècle. Mais en 1790, après la suppression de toutes les institutions administratives et judiciaires de l'Ancien Régime par la Révolution française, les bâtiments de la sénéchaussée furent dévolus au tribunal de première instance du district de Toulouse, créé par la loi des 16 et 24 août 1790, et la rue prit le nom de rue du Tribunal-Civil. En 1794, pendant la Terreur, elle porta quelques mois le nom de rue du Bonheur, mais elle ne le conserva pas et reprit celui du Tribunal-Civil jusqu'au déménagement du tribunal et l'affectation des bâtiments à la faculté des lettres de l'université de Toulouse en 1853, où elle redevint définitivement rue du Sénéchal.

## Histoire

### Moyen Âge et période moderne
Au Moyen Âge, la rue du Cimetière-du-Taur appartient au capitoulat de Saint-Sernin. Comme son nom l'indique, elle est bordée au sud par le cimetière de l'église du Taur (emplacement des actuels no 2 à 20). La plupart des constructions ne sont que des dépendances des maisons et des immeubles des rues voisines, rue du Taur et rue d'Aguilhères (actuelle rue Charles-de-Rémusat). On rencontre, parmi les habitants, principalement des artisans et des marchands.
En 1550, il est décidé de déplacer le tribunal, le greffe et les prisons de la sénéchaussée, dont l'hôtel et les dépendances se trouvaient le long des rues des Fleurs et de la Sénéchaussée (actuelle rue Furgole), près du Parlement. Les capitouls choisissent une maison connue comme la tour de Montmaur, à l'angle de la rue du Cimetière-du-Taur et de la rue d'Aguilhères, qui appartient à Jacques Dayra Boysson, seigneur de Montmaur, et à son frère Étienne Dayra Boysson. Les bâtiments sont complétés et aménagés par l'architecte Pierre de Naves en 1551. Dès l'année suivante, l'édifice est finalement affecté au présidial, dont l'institution vient d'être créée par le roi Henri II, et les bâtiments sont encore remaniés par l'architecte Nicolas Bachelier. En 1598, l'édifice est encore transformé.
Les façades sur rue de l'hôtel du Sénéchal sont reconstruites au XVIIIe siècle, afin de s'accorder au goût de l'époque. C'est d'ailleurs à cette période que la rue prend progressivement son visage actuel, tandis que plusieurs immeubles sont reconstruits (actuels no 3 et 7 ; 22 et 24). On trouve sur le côté nord, dans le prolongement de l'hôtel du Sénéchal, plusieurs hôtels particuliers de style classique ou néo-classique représentatifs de l'architecture toulousaine contemporaine (actuels no 5, 9 et 11).

### Époque contemporaine
À la Révolution française, les propriétés de l'église du Taur deviennent biens nationaux, et les dépendances qu'elle avait sur la rue du Sénéchal sont vendues en 1796, tandis que de nouveaux immeubles sont construits à leur emplacement dans les dernières années du XVIIIe siècle ou au début du siècle suivant (actuels no 2 à 16). En juillet 1840, après l'ouverture du nouveau cimetière de Terre-Cabade, le vieux cimetière du Taur est fermé.

## Patrimoine et lieux d'intérêt

### Hôtel du Sénéchal

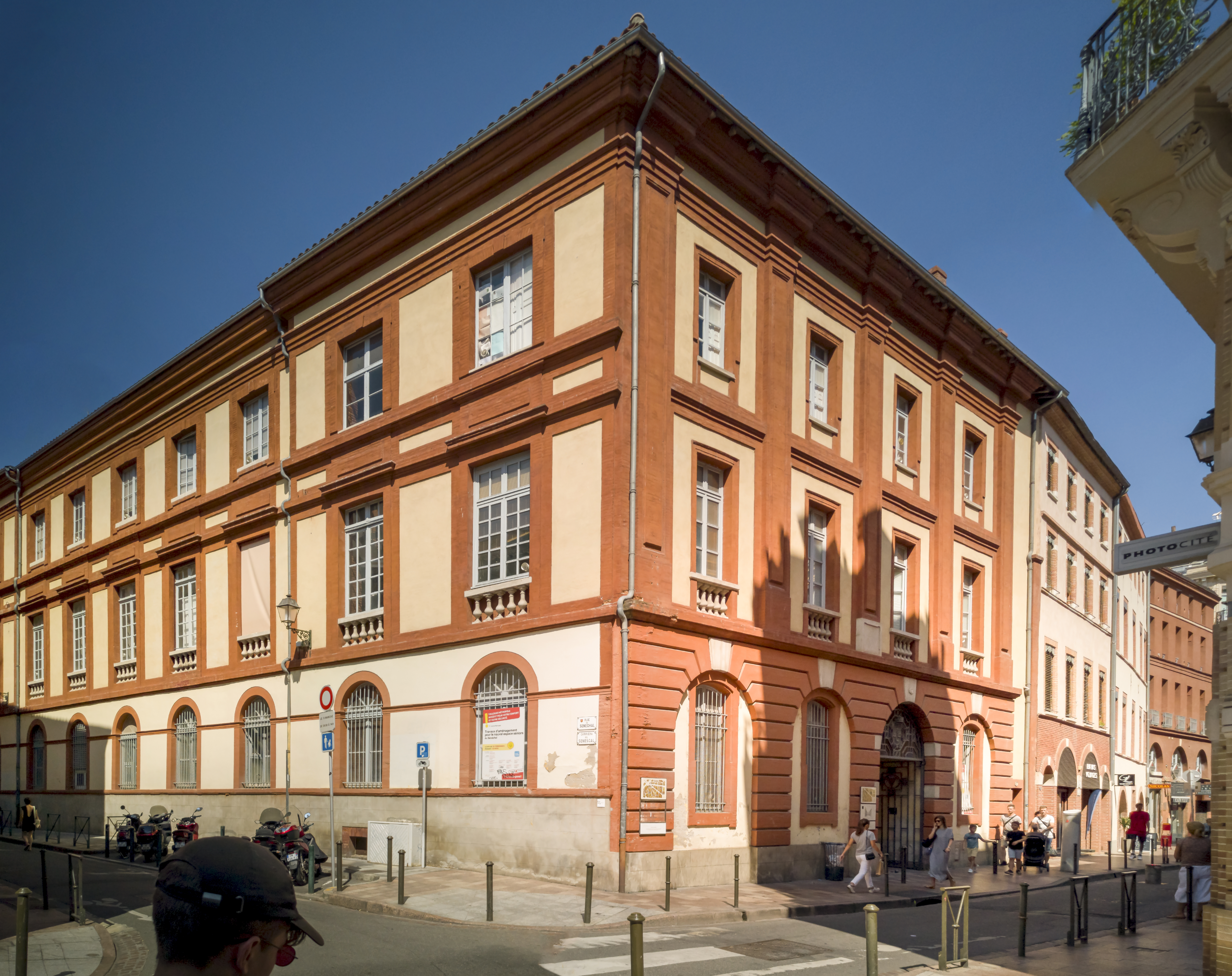
no 13 : hôtel du Sénéchal.

- no  13 : hôtel du Sénéchal, puis présidial (1550-1551 ; XVIIIe siècle) ; tribunal de première instance (1790) ; faculté de lettres (1853) ; édifice communal (1892 ; 1930)[2].

### Hôtels particuliers
- no  5 : hôtel particulier. 
Un vaste hôtel particulier de style classique est construit au XVIIIe siècle. Trois corps de bâtiment en U encadrent une cour fermée par un mur de clôture, percé d'une grande porte cochère. Au-dessus de cette porte se trouve une coursive fermée par un garde-corps à motifs de cannes. Les encadrements de fenêtres et les dosserets sont ornés de bossage. Sur la cour, les élévations sont percées de grandes fenêtres rectangulaires. De chaque angle de la cour partent des escaliers pourvus d'un garde-corps en fer forgé, également à motifs de cannes. Un des appartements du rez-de-chaussée conserve une cheminée en marbre, des motifs de stuc sur le trumeau et des boiseries du XVIIIe siècle[3].

- no  9 : hôtel particulier[4].

- no  11 : hôtel particulier[5].

### Immeubles
- no  10 : entrée de l'église Notre-Dame du Taur. 
Les dépendances de l'église Notre-Dame du Taur s'étendaient sur le côté sud de la rue du Sénéchal. Au XVIIIe siècle, un portail monumental de style néo-classique est aménagé, à la suite de la fermeture du cimetière du Taur. Il présente une grande ouverture rectangulaire moulurée, surmontée d'un cordon et d'une large corniche[6].

- no  12-14 : immeuble. 
L'immeuble est élevé au XIXe siècle, sur des terrains qui appartenaient à l'église Notre-Dame du Taur. Ils accueillent à cette époque le bureau d'hygiène de la ville[7].

- no  16 : immeuble. 
L'immeuble, élevé dans la première moitié du XIXe siècle, à l'emplacement d'un terrain qui dépendait de l'église Notre-Dame du Taur, est caractéristique de l'architecture néo-classique toulousaine de cette période. Les étages sont décroissants et séparés par des cordons de brique. Le rez-de-chaussée, la porte est centrale, encadrée de deux ouvertures de boutiques. Elle est surmontée d'une imposte décorée de grecques en fer forgé et elle a conservé sa menuiserie décorée de lances dressées. Au 1er étage, les fenêtres sont encadrées de pilastres aux chapiteaux corinthiens en terre cuite, qui supportent un entablement décoré d'une frise ornée de palmes, également en terre cuite. La façade est couronnée par une corniche à denticules[8].

- no  20 : immeuble. 

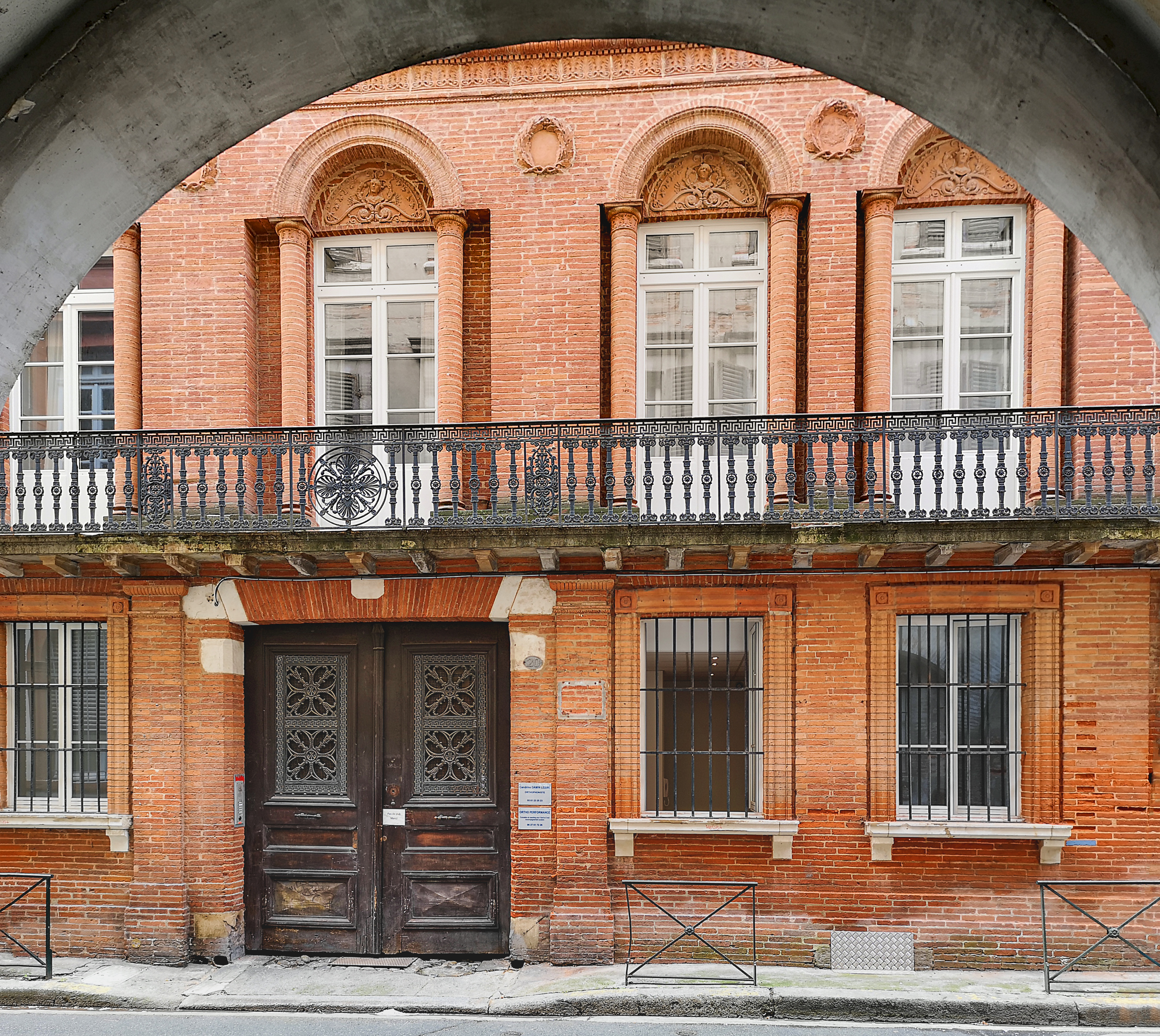
no 20 : immeuble néo-classique, par Auguste Virebent.

L'immeuble, construit vers 1830 sur les plans de l'architecte Auguste Virebent, est caractéristique de l'architecture néo-classique toulousaine de cette période. Il utilise par ailleurs des décors de la fabrique de terre cuite fondée par les frères Virebent en 1829. L'immeuble présente sur la rue une façade symétrique, large de cinq travées, qui s'élève sur deux étages et un niveau de comble à surcroît. Au rez-de-chaussée, la porte cochère, qui s'ouvre dans la travée centrale, est encadrée de pilastres doriques et possède des vantaux en bois percés d'ouvertures dont le décor géométrique en fonte porte le monogramme A V. Les fenêtres qui éclairent les travées latérales sont rectangulaires et ont un chambranle mouluré. Le 1er étage est mis en valeur par un balcon filant soutenu par des consoles en pierre, qui porte un garde-corps en fer forgé à motif de cannes. Les fenêtres, inspirées des serliennes, sont encadrées de colonnes engagées et ornées au tympan de reliefs en terre cuite représentant un buste et des rinceaux. Des couronnes de lauriers prennent place entre les travées. Le 1er et le 2e étage sont séparés par une frise de palmettes en terre cuite surmontée d'un cordon de brique. L'élévation est couronnée d'une corniche moulurée[9].

- no  24 : immeuble en corondage. 
L'immeuble, qui s'élève à l'angle de la rue Charles-de-Rémusat, est construit au XVIe siècle ou au XVIIe siècle, mais il a été largement remanié au XIXe siècle. Le rez-de-chaussée, maçonné en brique, est ouvert de deux grandes arcades de boutique en berceau. Aux étages, le pan de bois et le torchis sont masqués par un enduit qui imite un faux appareil de pierre[10].

## Personnalité
- Didier Daurat (1891-1972) : directeur des lignes de l'Aéropostale, il vécut et mourut dans son appartement de la rue du Sénéchal.